# Aéroport de Mariehamn
L'aéroport de Mariehamn (code IATA : MHQ • code OACI : EFMA) (Maarianhaminan lentoasema en finnois, Mariehamns flygplats en suédois) est un aéroport régional de Finlande situé dans le territoire autonome d'Åland dans le sud-ouest du pays. Inauguré en 1937 sur la commune de Jomala, à 3 km du centre de Mariehamn, il accueille dès 1940 des vols réguliers et devient alors une étape sur la route entre Stockholm et Helsinki. L'aéroport connaît ensuite d'importants travaux au cours des années 1960.
Avec 63 301 passagers accueillis en 2007, l'aéroport est le 17e du pays par le trafic. La principale liaison est celle vers Helsinki assurée par Air Åland. La même compagnie effectue également des liaisons vers Stockholm. La petite compagnie charter Turku Air dessert Turku de manière irrégulière, avec des vols taxis et fret. En raison du statut particulier de l'archipel autonome, l'aéroport dispose également d'une boutique hors taxes.

## Situation
| \| 50 km1:2 811 000 \| Enontekiö Helsinki-Malmi Helsinki-Vantaa Ivalo Joensuu Jyväskylä Kajaani Kemi-Tornio Kittilä Kokkola-Pietarsaari Kuopio Kuusamo Lappeenranta Mariehamn Oulu Pori Rovaniemi Savonlinna Tampere Turku Vaasa Varkaus |
| 50 km1:2 811 000 |

## Compagnies et destinations
| Compagnies   | Destinations             |
| ------------ | ------------------------ |
| Amapola Flyg | Stockholm-Arlanda, Turku |
| Finnair      | Helsinki-Vantaa          |

Édité le 24/02/2020  Actualisé le 01/03/2023

## Trafic de passagers
Pour des raisons techniques, il est temporairement impossible d'afficher le graphique qui aurait dû être présenté ici.

Voir la requête brute et les sources sur Wikidata.
| Année | Domestique | International | Total  | Variation |
| ----- | ---------- | ------------- | ------ | --------- |
| 2005  | 43 266     | 4 079         | 47 345 | −18,9 %   |
| 2006  | 57 364     | 6 750         | 64 114 | +35,4 %   |
| 2007  | 53 269     | 10 032        | 63 301 | −1,3 %    |
| 2008  | 51 210     | 10 900        | 62 110 | −1,9 %    |
| 2009  | 41 949     | 14 305        | 56 254 | −9,4 %    |
| 2010  | 36 904     | 11 768        | 48 672 | -13,5 %   |
| 2012  | 41 307     | 13 490        | 54 797 | 2,3 %     |
| 2013  | 37 173     | 15 341        | 52 514 | −4,2 %    |